# Windows Media Audio
Windows Media Audio, o WMA, és un format de compressió d'àudio amb pèrdua, encara que recentment s'ha desenvolupat de compressió sense pèrdua. És propietat de Microsoft.
Competeix amb el MP3, antic i prou inferior tècnicament; i Ogg-Vorbis, superior i lliure, usant com a estratègia comercial la inclusió de suport en el reproductor Windows Media Player, inclòs en el seu popular sistema operatiu Windows.
Tot i que el suport d'aquest format s'ha ampliat des de Windows Media Player i ara es troba disponible en diverses aplicacions i reproductors portàtils, el MP3 contínua sent el format més popular i per això més estès.
A diferència del MP3, aquest format posseeix una infraestructura per a protegir els drets d'autor i així fer més difícil el "tràfic P2P" de música.
Aquest format està especialment relacionat amb Windows Media Video (WMV) i Advanced Streaming Format (ASF).